# Chetopa
Chetopa és una població dels Estats Units a l'estat de Kansas. Segons el cens del 2000 tenia 1.281 habitants.

## Demografia
Segons el cens del 2000, Chetopa tenia 1.281 habitants, 560 habitatges, i 341 famílies. La densitat de població era de 389,4 habitants per km².
Dels 560 habitatges en un 24,8% hi vivien nens de menys de 18 anys, en un 46,1% hi vivien parelles casades, en un 9,6% dones solteres, i en un 39,1% no eren unitats familiars. En el 35,7% dels habitatges hi vivien persones soles el 19,6% de les quals corresponia a persones de 65 anys o més que vivien soles. El nombre mitjà de persones vivint en cada habitatge era de 2,22 i el nombre mitjà de persones que vivien en cada família era de 2,85.
Per edats la població es repartia de la següent manera: un 22,3% tenia menys de 18 anys, un 7,2% entre 18 i 24, un 22,6% entre 25 i 44, un 24,2% de 45 a 60 i un 23,7% 65 anys o més.
L'edat mediana era de 44 anys. Per cada 100 dones de 18 o més anys hi havia 86,3 homes.
La renda mediana per habitatge era de 23.250 $ i la renda mediana per família de 29.338 $. Els homes tenien una renda mediana de 24.479 $ mentre que les dones 19.231 $. La renda per capita de la població era d'11.705 $. Entorn del 13,1% de les famílies i el 18,8% de la població estaven per davall del llindar de pobresa.

## Poblacions més properes
El següent diagrama mostra les poblacions més properes.